# San Esteban de la Sierra
San Esteban de la Sierra település Spanyolországban, Salamanca tartományban. San Esteban de la Sierra El Tornadizo, Los Santos, Valdefuentes de Sangusín, Cristóbal, Santibáñez de la Sierra, Valero és San Miguel de Valero községekkel határos. Lakosainak száma 372 fő (2024).

## Népesség
A település népessége az elmúlt években az alábbi módon változott:
| Lakosok száma | 455  | 423  | 400  | 363  | 359  | 343  | 345  | 343  | 367  | 372  |
|               | 2001 | 2004 | 2007 | 2009 | 2012 | 2014 | 2017 | 2019 | 2022 | 2024 |